# ADVANTA
ADVANTA — российская информационная платформа, онлайн-система управления проектами. Разработчик — ГК ADVANTA.

## Архитектура системы ADVANTA
Программный комплекс представляет собой трехуровневую структуру, разделяющую данные, уровень их обработки и уровень представления (тонкий клиент). База данных и бизнес-приложение могут находиться на специально выделенном сервере или раздельных серверах — внутри закрытой вычислительной сети компании или в облаке вендора, тогда как клиентская часть доступна в браузере с различных рабочих станций пользователей через локальную сеть или глобальную сеть Интернет.

### Функциональные возможности
- Иерархический реестр проектов, объектов контроля
- Паспортизация проектов с гибкой настройкой реквизитов
- Полнофункциональная диаграмма Ганта
- Версионность базовых планов
- Управление финансами (БДР, БДДС), контрактами, ресурсами, рисками
- Проектный документооборот и согласования
- Совещания и контроль поручений
- Встроенные коммуникации
- Автоматизированный сбор факта
- BI-отчетность и дашборды (панель управления руководителя)
- Простой интерфейс

Для компаний различных сфер деятельности функционал системы позволяет формировать множество отраслевых и функциональных решений:
- Управление портфелем проектов
- Автоматизация работы проектного офиса
- Управление строительными и инвестиционными проектами
- Инжиниринговая компания
- Управление ИТ-проектами и инновациями
- Разработка и выпуск новых продуктов
- Реализация приоритетных проектов и программ органов власти и другие[1][2][3].

## История создания и развития

### Создание уникальной объектной модели
В 2004 году с момента основания компании началась разработка ADVANTA — российской системы управления проектами, основной идеей которой стала возможность адаптации под особенности заказчика без программирования. Добиться этого удалось благодаря уникальной объектной модели, на базе которой была создана полнофункциональная платформа для управления проектами.

### Диаграмма Ганта и OLAP-кубы
В 2006 году в проекте для Богословского алюминиевого завода, входящего в состав группы СУАЛ в системе была разработана диаграмма Ганта, созданы справочники и OLAP-кубы.

### Создание инвестиционного портала u2020
В 2010 году на базе платформы ADVANTA в Правительстве Свердловской области был создан инвестиционный портал U2020. К концу года общее число пользователей превысило 2500 человек, в системе было размещено около 450 проектов предприятий на общую стоимость более 250 млрд рублей. Портал U2020 был признан третьим по значимости проектом Правительства Свердловской области. С помощью системы ADVANTA была успешно организована работа крупнейшей на Урале промышленной выставки «Иннопром».

### Система «Диалог» для АСИ
В 2012 году был реализован проект в «Агентстве стратегических инициатив» (АСИ), в ходе которого в АСИ была создана система «Диалог», насчитывающая более 5000 пользователей из 87 субъектов России. Агентство решает с ее помощью самые разнообразные задачи, связанные с улучшением инвестиционного климата в России и повышением эффективности работы органов исполнительной власти.

### Метод контрольных точек и новый интерфейс
В 2015 в ходе внедрения системы управления проектами ADVANTA в управляющей компании крупнейшего энергетического российского холдинга «Интер РАО» был детально изучен метод контрольных точек, ставший ядром основного продукта компании — «базовых процессов управления портфелями проектов по срокам и содержанию». ADVANTA была переведена на новый интерфейс, разработанный совместно с Jet Style. Реализованы автоматические формы сбора данных, которые позволили существенно облегчить подготовку отчетности.

### Excel-отчеты и образовательный проект «Школа проектных офисов»
В 2016 году в системе появилась возможность создания Excel-отчетов, сыгравшая ключевую роль в реализации проекта для холдинга «Вертолеты России». По итогам проекта к системе были подключены все предприятия холдинга (более 20), а общее число пользователей превысило 1000 человек. В этом же году был создан уникальный обучающий курс, в рамках которого шесть «звездных» экспертов сформировали шестинедельную программу по запуску проектного управления в компании. Курс прошли около 70 клиентов и более 20 сотрудников «Адванта».

### ADVANTA признана лучшей российской системой управления проектами
В 2016 году ADVANTA была признана лучшей российской системой управления проектами по версии конкурса «Лучшие информационно-аналитические инструменты» от Аналитического центра при Правительстве РФ.

### Аналитические дашборды
В 2017 году во время внедрения в компании «Русатом Сервис» в системе ADVANTA были представлены удобные аналитические дашборды.

### Выход на зарубежные рынки
В 2018 году компания вышла на зарубежные рынки. Первым официальным покупателем системы стал заказчик из Чехии.

### Включение в рейтинг и ADVANTA START
В феврале 2021 года компания ADVANTA включена в рейтинг крупнейших ИТ-поставщиков в оборонно-промышленном комплексе России. Выпущено решение ADVANTA START со встроенной методологией управления по контрольным точкам и функцией контроля проектов.
Система ADVANTA включена в Единый реестр российских программ для электронных вычислительных машин и баз данных (ЕРРП). Систему ADVANTA используют в России и за рубежом такие компании, как Аэрофлот, X5 Retail Group, Сухой, Вертолёты России, Интер РАО, РуссНефть, Т Плюс, Перекрёсток, IEK Group, ПНППК и другие.